# Maria Alfero
Maria Alfero, född 1 mars 1922, död 4 september 2001, var en italiensk friidrottare med löpgrenar som huvudgren. Alfero var en pionjär inom damidrott och blev bronsmedaljör vid EM i friidrott 1938 (det första EM i friidrott, där damtävlingar var tillåtna även om herrtävlingen hölls separat i Paris).

## Biografi
Maria Alfero föddes 1922 i mellersta Italien. Efter att hon börjat med friidrott tävlade hon i kortdistanslöpning och stafettlöpning. Hon gick senare med i idrottsföreningen "La Filotecnica Milano" i Milano och tävlade för klubben under hela sin aktiva tid.
1937 tog hon sin första medalj i de italienska mästerskapen vid tävlingar i Piacenza då hon vann guldmedalj på stafett 4x100 meter. Hon blev italiensk mästare även på 100 meter 1938 vid tävlingar i Parma.
1938 deltog hon även vid EM i friidrott 17 september–18 september på Praterstadion i Wien, under tävlingarna tog hon bronsmedalj i stafettlöpning 4 x 100 meter med 49,4 sekunder (med Maria Alfero som förste löpare, Maria Apollonio, Rosetta Cattaneo och Italia Lucchini).